# Fantasma Mulher
A Fantasma Mulher, também conhecida como Mulher-Fantasma no Brasil, é uma personagem das histórias do Fantasma de Lee Falk. Julie Walker é a irmã do 17º Fantasma, que tomou o lugar do irmão gêmeo quando este foi ferido em uma missão.
Na dinastia do Fantasma, Julie foi a única mulher a vestir o manto do herói.
Existem relatos também de um fantasma de uma mulher na br 364 de Rondônia.